# Elaine z Garlot
Elaine z Garlot – postać z legend arturiańskich, córka króla Kornwalii Gorloisa i  jego żony Igraine, siostra Morgany le Fay i Morgause. Przyrodnia siostra króla Artura. Poślubiła króla Nentresa z Garlot i miała z nim syna - Galeshina, który został jednym z rycerzy Okrągłego Stołu. Identyfikowana z żoną Budiga II, króla Bretanii.